# أستراليا المفتوحة 1985
هنا قائمة ببطولات أستراليا المفتوحة لسنة 1985:

## الكبار

### فردي رجال
ستيفان إدبرغ () هزم ماتس ويلندر (), 6-4, 6-3, 6-3

### فردي سيدات
مارتينا نافراتيلوفا () هزم كريس إيفرت (), 6-2, 4-6, 6-2

### زوجي رجال
باول آناكون () وكريستو فان رينسبورغ () هزم مارك إدموندسن وكيم واوريك () 3-6, 7-6, 6-4, 6-4